# イスケンデルン
イスケンデルン（トルコ語: İskenderun）は、トルコの地中海沿岸にあるハタイ県の都市および地区である。当初の地名はアレクサンドリア・ニア・イッサス (古代ギリシア語: ’Αλεξάνδρεια κατὰ ’Ισσόν)、後の時代にアレクサンドレッタと改称された。
現市長は公正発展党のザイフィ・ディンギル (Seyfi Dingil) である。

## 地名
創設時はアレクサンドロス3世にちなみアレクサンドリア (’Αλεξάνδρεια) と命名されたが、エジプトにあるアレクサンドリアと区別するためにκατὰ ’Ισσόν（アド・イッソム、ニア・イッソス）と語尾に付けられ、Κάβισσος、Καμβύσου、Καμβίωσα、スカビオサ (Scabiosa) という語尾に変化していった。
他の古代名にはアレクサンドリア・マイナー、アレクサンドリア・パルバ () やキリキアのアレクサンドリア (Αλεξάνδρεια Κιλικίας) がある。
10世紀、アレクサンドリア・スカビオサはアレクサンドルー (Alexandrou) とカンビュスー (Kambysou) という2つの名前による再解釈に基づきアレクサンドルーカンブースー (Alexandroukambousou) という地名で呼ばれるようになり、その後、後にノティティア・エピスコパトゥームで発見される地名であるカンビュソポリス (Cambysopolis) と呼ばれるようになった
。
中世の始まり、欧州の巡礼者はローマ形式のアレクサンドレッタ (Alexandretta) という愛称を使っていた。
ムスリムがシリアを征服した後、「アレクサンドロウ」のアラビア語表記によるアル・イスケンダルーン（al-ʼIskandarūn、アラビア語で الإسكندرون）と改名された。この名前はオスマン語のイスケンデルーン (İskenderūn 、إسكندرون) とさらにトルコ化され、現在はトルコ語表記のイスケンデルンとなっている。英語では、トルコ語名の訛りであるスキャンデルーン (Scanderoon) もしくはスキャンダルーン (Scandaroon) と時々呼ばれる。

## 地理
ヌール山脈（アマノス山脈）の麓にあるイスケンデルン湾の東地中海沿岸にある。
発展している商業中心都市でハタイ県における最大都市の1つで、県都アンタキヤと同規模である。また、トルコ最大規模の港があり、トルコ最大手の製鉄会社の一社であるイスデミール社が本社を置いており重要産業地点にもなっている。現代的な生活風景であり、ヤシの木が並ぶ海岸沿いにはホテル、カフェ、レストランが並んでおり観光客向けの種類ある施設がある。

### 気候
地中海におけるこの地域の気候は（ケッペン: Csa）、夏の湿気も気温も高いため、海水浴の需要が高いうえ、郊外への退避も多い。強風が吹き荒れる時期は「ヤリッカヤ (Yarıkkaya)」と呼ばれる。郊外は広大な果樹園になっており、主にオレンジ、ポンカン、レモンが生産されているが、マンゴーのようなトロピカルフルーツも生産している地域がある。冬は温暖で湿気がある。
| イスケンデルンの気候                             | イスケンデルンの気候 | イスケンデルンの気候 | イスケンデルンの気候 | イスケンデルンの気候 | イスケンデルンの気候 | イスケンデルンの気候 | イスケンデルンの気候 | イスケンデルンの気候 | イスケンデルンの気候 | イスケンデルンの気候 | イスケンデルンの気候 | イスケンデルンの気候 | イスケンデルンの気候 |
| 月                                               | 1月                  | 2月                  | 3月                  | 4月                  | 5月                  | 6月                  | 7月                  | 8月                  | 9月                  | 10月                 | 11月                 | 12月                 | 年                   |
| ------------------------------------------------ | -------------------- | -------------------- | -------------------- | -------------------- | -------------------- | -------------------- | -------------------- | -------------------- | -------------------- | -------------------- | -------------------- | -------------------- | -------------------- |
| 最高気温記録 °C （°F）                           | 25.0 (77)            | 26.4 (79.5)          | 31.7 (89.1)          | 36.0 (96.8)          | 40.0 (104)           | 37.6 (99.7)          | 37.2 (99)            | 38.8 (101.8)         | 40.0 (104)           | 37.4 (99.3)          | 31.2 (88.2)          | 26.5 (79.7)          | 40 (104)             |
| 平均最高気温 °C （°F）                           | 15.4 (59.7)          | 16.1 (61)            | 18.7 (65.7)          | 22.3 (72.1)          | 25.5 (77.9)          | 28.5 (83.3)          | 30.7 (87.3)          | 31.5 (88.7)          | 30.3 (86.5)          | 27.1 (80.8)          | 21.7 (71.1)          | 17.1 (62.8)          | 23.74 (74.74)        |
| 平均最低気温 °C （°F）                           | 8.6 (47.5)           | 9.0 (48.2)           | 11.3 (52.3)          | 14.7 (58.5)          | 18.4 (65.1)          | 22.0 (71.6)          | 25.0 (77)            | 25.7 (78.3)          | 23.3 (73.9)          | 18.9 (66)            | 13.8 (56.8)          | 10.2 (50.4)          | 16.74 (62.13)        |
| 最低気温記録 °C （°F）                           | −0.8 (30.6)          | −0.3 (31.5)          | 0.4 (32.7)           | 5.1 (41.2)           | 11.2 (52.2)          | 14.8 (58.6)          | 18.6 (65.5)          | 18.6 (65.5)          | 15.4 (59.7)          | 2.5 (36.5)           | 2.4 (36.3)           | 0.8 (33.4)           | −0.8 (30.6)          |
| 降水量 mm （inch）                               | 81.7 (3.217)         | 85.6 (3.37)          | 85.9 (3.382)         | 63.8 (2.512)         | 47.0 (1.85)          | 35.4 (1.394)         | 12.1 (0.476)         | 18.9 (0.744)         | 39.4 (1.551)         | 79.8 (3.142)         | 88.8 (3.496)         | 89.4 (3.52)          | 727.8 (28.654)       |
| 平均降雨日数                                     | 11.3                 | 11.1                 | 11.4                 | 9.4                  | 6.6                  | 3.3                  | 3.1                  | 3.7                  | 5.8                  | 8.7                  | 8.7                  | 11.1                 | 94.2                 |
| % 湿度                                           | 61                   | 63                   | 66                   | 69                   | 72                   | 74                   | 74                   | 72                   | 67                   | 65                   | 63                   | 63                   | 67.4                 |
| 平均月間日照時間                                 | 130.2                | 142.8                | 189.1                | 216                  | 279                  | 309                  | 294.5                | 288.3                | 264                  | 232.5                | 168                  | 124                  | 2,637.4              |
| 出典1：Devlet Meteoroloji İşleri Genel Müdürlüğü |                      |                      |                      |                      |                      |                      |                      |                      |                      |                      |                      |                      |                      |
| 出典2：Weatherbase                               |                      |                      |                      |                      |                      |                      |                      |                      |                      |                      |                      |                      |                      |

## 歴史

### 古代

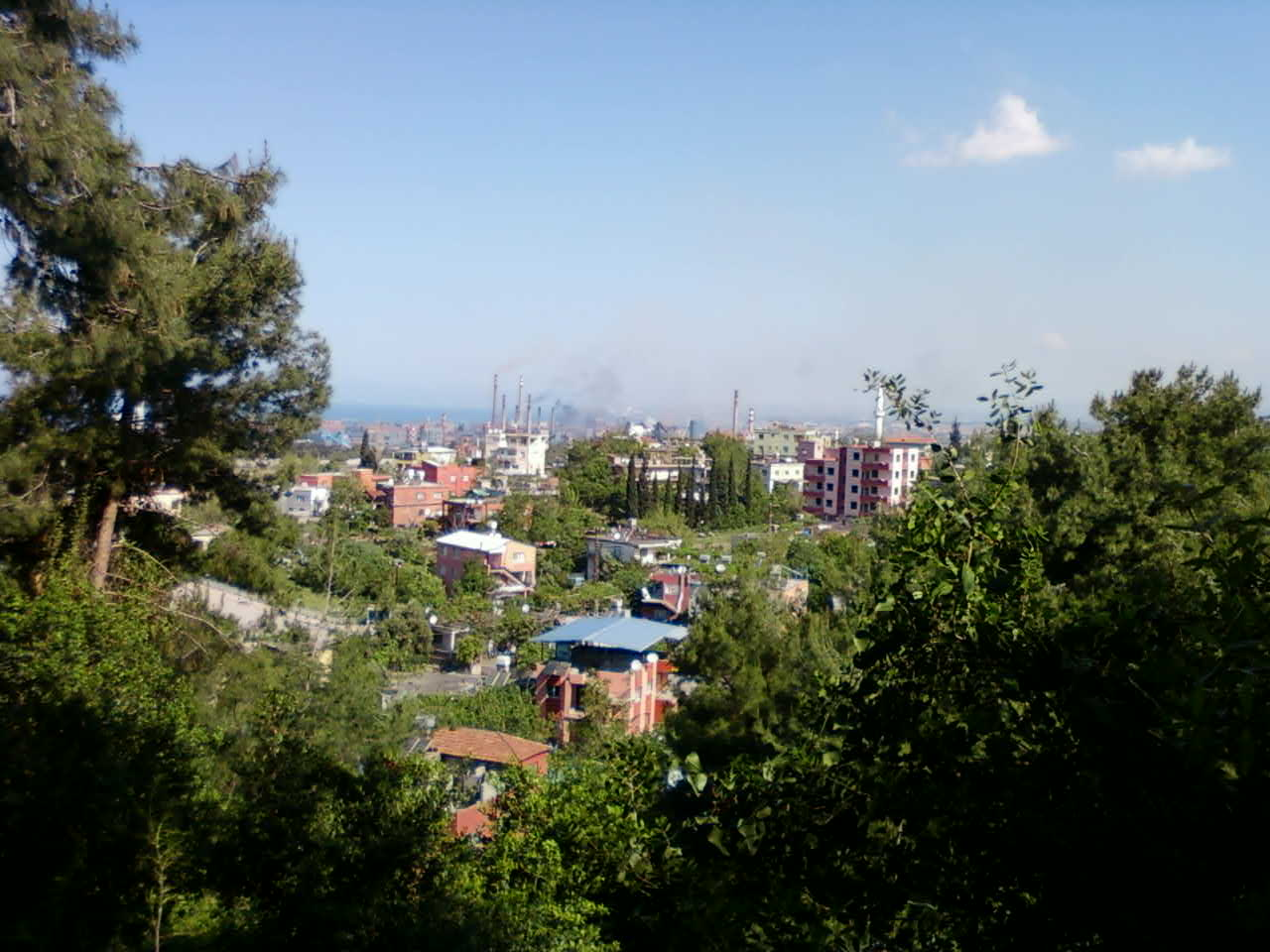
イスケンデルンのアズガンリック地区

おそらく位置は異なるがイスケンデルンはアレクサンドリア・アド・イッソムに名前は由来している。この地域はアレクサンドロス3世が紀元前333年、シリア・ゲートへの要所でイッソスの戦いで勝利した戦場から南へ37 kmに位置するミリアンドラスに取って代わる形で創設した。アレクサンドロス3世はイスケンデルンのエセンテペ (Esentepe) 周辺にある高台で駐屯し、都市の建設を命じ、アレクサンドリアという都市名を付けた。エジプトにあるアレクサンドリアのようなアレクサンドロス3世が創設した多くの都市の一つである。
このようにシリア・ゲートおいて重要な場所であり、ハタイ県やアレッポを開拓するのに最も役立つ拠点になった。

### キリスト教史
アレクサンドリア・スカビオサはキリキア・セクンダ首都管区所属のアナザルブス属司教が管轄しており、司教には聖ヘレノス、聖アリスティオン、聖テオドール、その他殉教者、単性説論者であるパウルスがいた。
管区は無くなっており、現在カトリック教会の名目上の教区リストに列せられている。このリストではカンビソポリス(Cambysopolis)という長い名前になっているが、『教皇庁年鑑』(Annuario Pontificio)では正しい古代名が付けられている。

### オスマン帝国時代

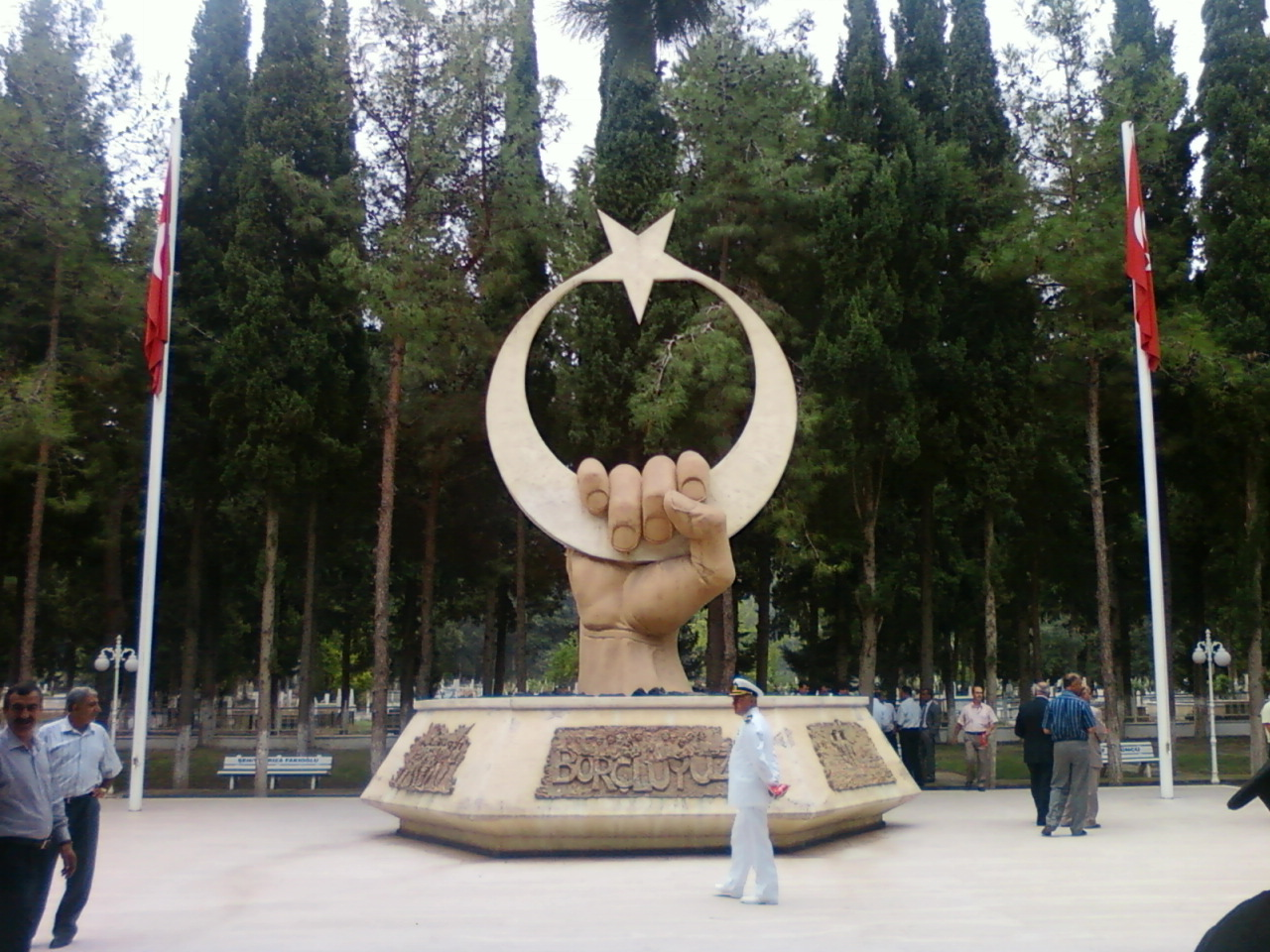
イスケンデルンの殉教者碑

この地域が未だにオスマン帝国の戦争下だった頃、1606年にクユジュ・ムラト・パシャ将軍はジェラーリー・カンブラトグル (Celali Canbulatoğlu) による農民蜂起を制圧した。オスマン帝国は都市を強固にし続けており、17世紀初頭に建設された城壁（グズン (Güzün) のヴァリアント通りと小川の交差地点にある）が残っている。イングランド海軍牧師であるヘンリー・テオンジは1675年に自身の日記にこの都市を取り上げている。1832年、エジプトのムハンマド・アリー率いる軍がベレン峠を横断し、アナトリア半島を攻撃する際にこの地を通っている。
オスマン帝国時代後期において、バグダードやインドとの交易主要地点して発展し、エジプトの交易路ができるまで非常に重要な拠点となった。また当初はジェノヴァやヴェネツィアの貿易商人に拠点を提供していたが、のちに西欧、北欧の貿易商人にも提供されるようになった。イギリスのレバント会社は従業員の高い死亡率にもかかわらず1825年までの200年間、この地に代理人や工場 (en) を維持し続けた。19世紀の間は港が発展し、1912年に鉄道が建設され、アレッポへの道路も整備された。
第一次世界大戦勃発時、イギリスはオスマン帝国の国土分割を企て、ホレイショ・ハーバート・キッチナーはイギリス軍が使用するための港やイラクに通じる鉄道を確保するのに不可欠なアレクサンドレッタへの侵攻を提案した。また、キッチナーはイギリスからインドへの所要時間を大幅に短縮するためアレクサンドレッタに新たな鉄道を敷設することも計画した。この問題をより詳しく議論するために設立されたブンセン委員会（1915年4月8日 - 6月30日）というイギリスの部門間集団はこの目的ならハイファの方が好ましいと結論づけた。

### ハタイ独立共和国

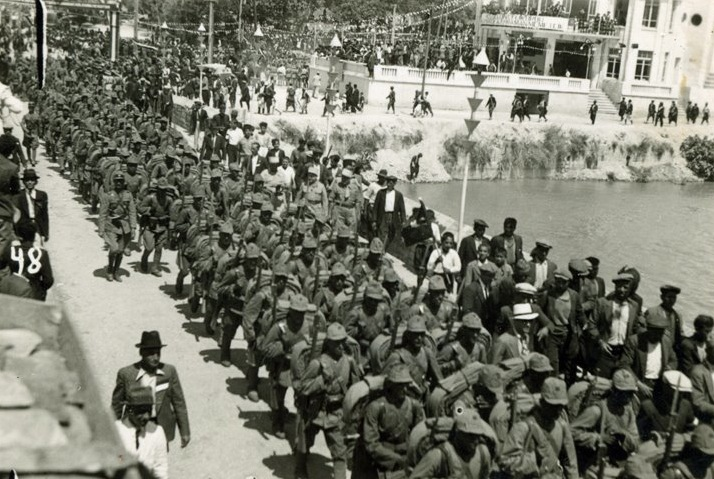
1938年7月5日にイスケンデルンへ入ったスークルー・カナトリ(Şükrü Kanatlı)大佐率いるトルコ軍

第一次世界大戦終戦時におけるオスマン帝国解体の中でイスケンデルンを含むハタイのほとんどはフランス軍に占領された。1921年から1937年まで国際連盟フランス委任統治領シリアにおけるフランス統治のシリア内にあるアレクサンドレッタ地区の一部になった。後にハタイ独立共和国設立に繋がり、1939年に住民投票でトルコ共和国に編入された。

## 文化

### 名所
- ヤカシク (Yakacık) (パヤス (Payas)) - ソコルル・メフメト・パシャが建てた16世紀当時のオスマン建築が残っている。モスク、ハンマーム、ダルヴィーシュロッジ、バザール、キャラバンサライ、マドラサの複合施設。
- アルスス（英語版） (ウルシナール (Uluçınar)) - イスケンデルン南にある観光地で、美しい砂浜と非常に温かい海、歴史的な見どころがある。海岸沿いには別荘やホテル、ゲストハウスといった宿泊施設が並んでいる。

- イスケンデルン受胎告知教会 - アナトリア使徒座代理区（英語版）の中心教会

- ソグーコロク (Soğukoluk) - アンタキヤへの道の途中にある山岳リゾートで、夏季に避暑地として賑わう。
- バグラス（英語版） - 古代に建てられ頻繁に修復された城郭で山道に見張り塔がある。イスケンデルンからアンタキヤ方面へ27 km (17 mi)に位置する。

### 料理
イスケンデルン特有の料理にはキュネフェというチーズが入った温かいデザートがある。メインディッシュにはトルコ定番の料理であるドネルや他のケバブを平べったいドゥルムでくるんだ料理やラフマージュン、アンタキヤの影響を受けたキッビ、酸味のあるザクロで作ったドレッシングをかけたサラダがある。特にイスケンデルンでは質の良い魚や海老が穫れる。

### メディア
イスケンデルンはグーネイ・ガゼテシ紙 (Güney Gazetesi) の地域である。